# Jesús Leguina Villa
Jesús Leguina Villa (Bilbao, 1941 - Madrid, 14 de maig de 2016) va ser un jurista i catedràtic biscaí; alumne de la Universitat de Deusto; doctor en dret, amb premi extraordinari per la Universitat de Bolonya; vicerector de la Universitat del País Basc; magistrat del Tribunal Constitucional entre el 1986 i el 1992; conseller d'estat el 1994; conseller del Banc d'Espanya entre 1994 i 2000, repetint el càrrec entre 2004 i 2010. Es casà amb la que fou presidenta del Tribunal Constitucional d'Espanya, María Emilia Casas Baamonde.